# Mizael (metropolita kijowski)
Mizael (zm. 1480) – metropolita kijowski w latach 1476–1480.

## Życiorys
Przed wyborem na metropolitę kijowskiego w 1474 był biskupem smoleńskim. Pochodził z litewskiej rodziny bojarskiej, której nazwisko podawane jest jako Pstrucki lub Piestrucz. Kazimierz IV Jagiellończyk zażądał od niego przyjęcia unii florenckiej przed intronizacją na urząd metropolity. Mizael, którego stan zdrowia był już zły, zgodził się. W liście do papieża Sykstusa IV wysłanym w 1476 potwierdził swój zamiar, równocześnie jednak domagał się przysłania do Polski dwóch legatów, przedstawicieli Kościoła wschodniego i zachodniego, którzy wyjaśniliby duchowieństwu i wiernym szczegóły różnic między Kościołami oraz postanowień soboru florenckiego.
Fakt wyrażenia przez Mizaela zgody na unię kościelną wywołał sprzeciw patriarchy Konstantynopola, który wyświęcił na metropolitę kijowskiego Spirydona, działającego na ziemiach litewskich archimandrytę. Został on jednak wygnany z Rzeczypospolitej, nie zyskał również uznania w Wielkim Księstwie Moskiewskim, dokąd następnie się udał i został ostatecznie uwięziony w Monasterze Terapontowskim. Jego usunięcie pozwoliło na objęcie urzędu przez Mizaela, który pozostawał metropolitą kijowskim do śmierci w 1480.
Kontrowersje budziła dalsza część posłania Mizaela. W 1605 list metropolity opublikował Hipacy Pociej, wcześniej był on uważany za zaginiony (papież nigdy zresztą na niego nie odpowiedział). Przedstawiony przez niego tekst Mizaela zawierał zapewnienia o szacunku prawosławnych Rusinów dla papieża. Kilku badaczy (Antoni Mironowicz, ks. Jan Nepomucen Fijałek, metropolita Makary (Bułgakow)) wyrażało przekonanie, że był on siedemnastowiecznym falsyfikatem, o czym miały świadczyć m.in. błędne tytuły domniemanych sygnatariuszy tekstu z grona polsko-litewskiej szlachty oraz niewłaściwe określenie Monasteru Kijowsko-Pieczerskiego. Jednak pod koniec XX w. odnaleziono dwa rękopisy z wieku XVI, powstałe na długo przed unią brzeską, potwierdzające, że tekst, który opublikował w 1605 r. metropolita Hipacy Pociej, nie był w żadnym punkcie zmieniony.